# Transports au Japon

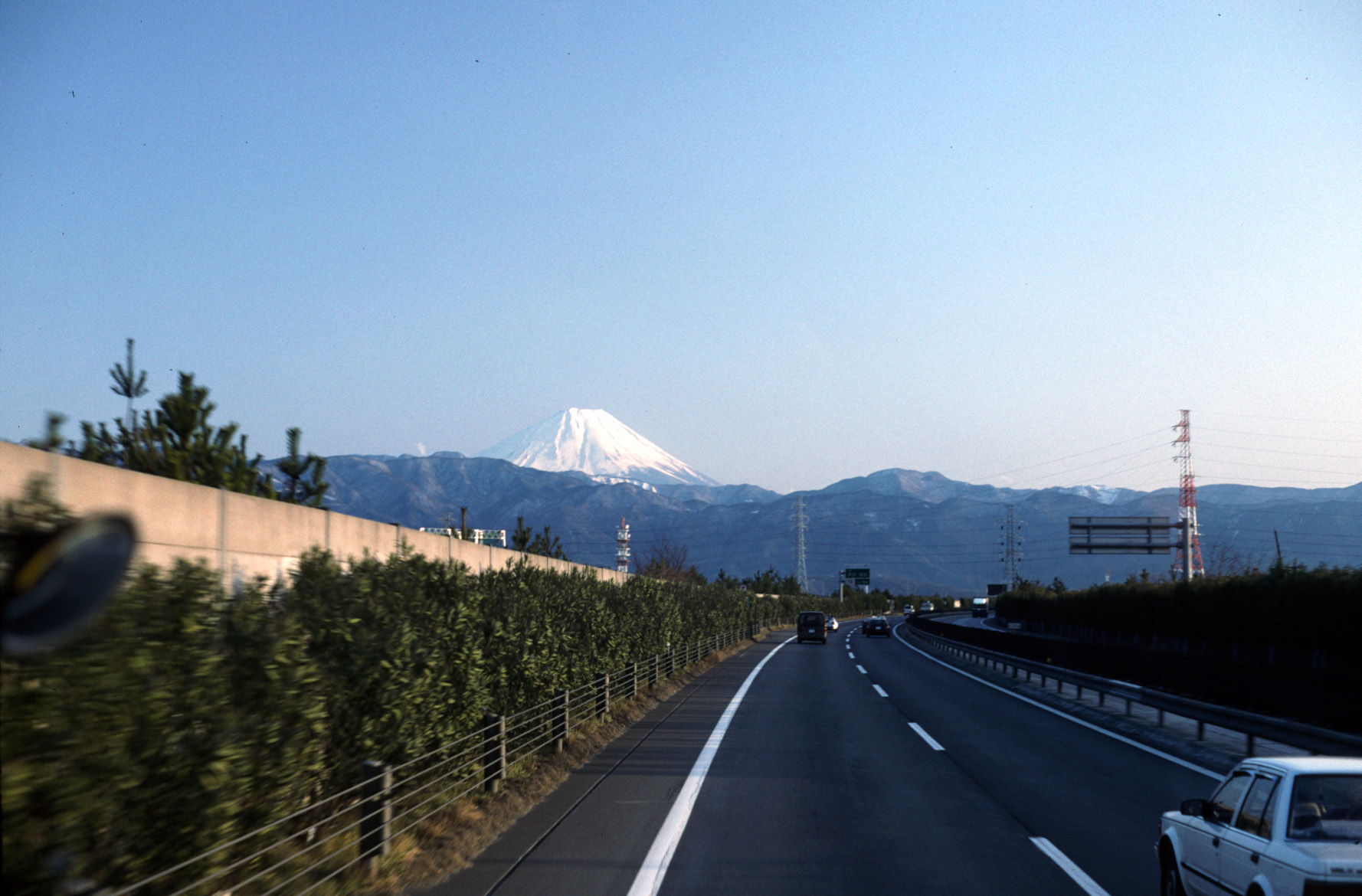
Le Mont Fuji vu depuis une autoroute à proximité de Yamanashi.

Le Japon possède l'une des principales flottes maritimes mondiales, deux compagnies aériennes internationales, un réseau routier. L'une des spécificités du transport japonais est son réseau de trains, métros et trains à grande vitesse (Shinkansen).

## Statistiques globales
Pour des raisons techniques, il est temporairement impossible d'afficher le graphique qui aurait dû être présenté ici.

Pour des raisons techniques, il est temporairement impossible d'afficher le graphique qui aurait dû être présenté ici.

## Transport ferroviaire
L'une des spécificités du transport japonais est son réseau de trains, métros et trains à grande vitesse.

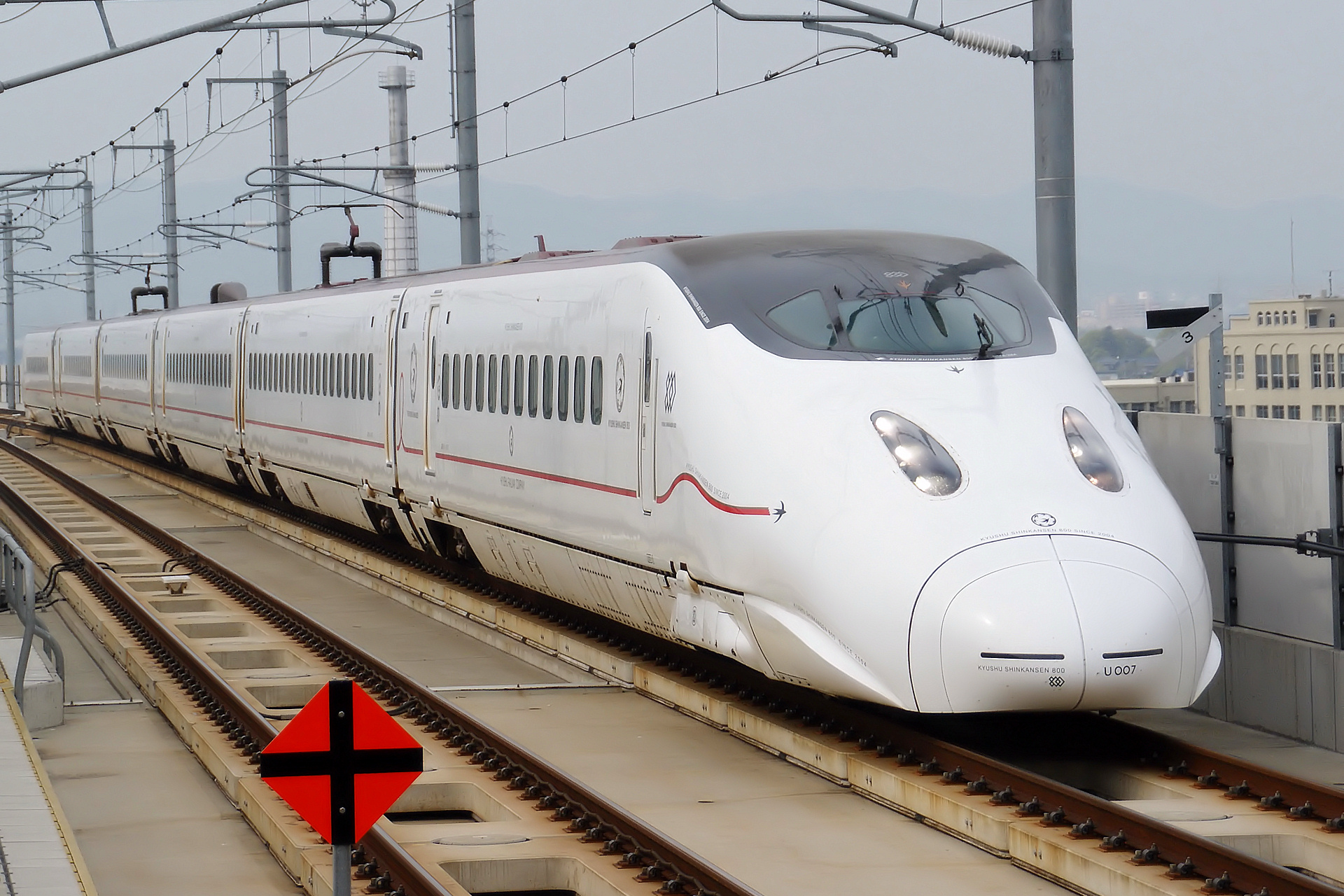
Kyūshū Shinkansen.
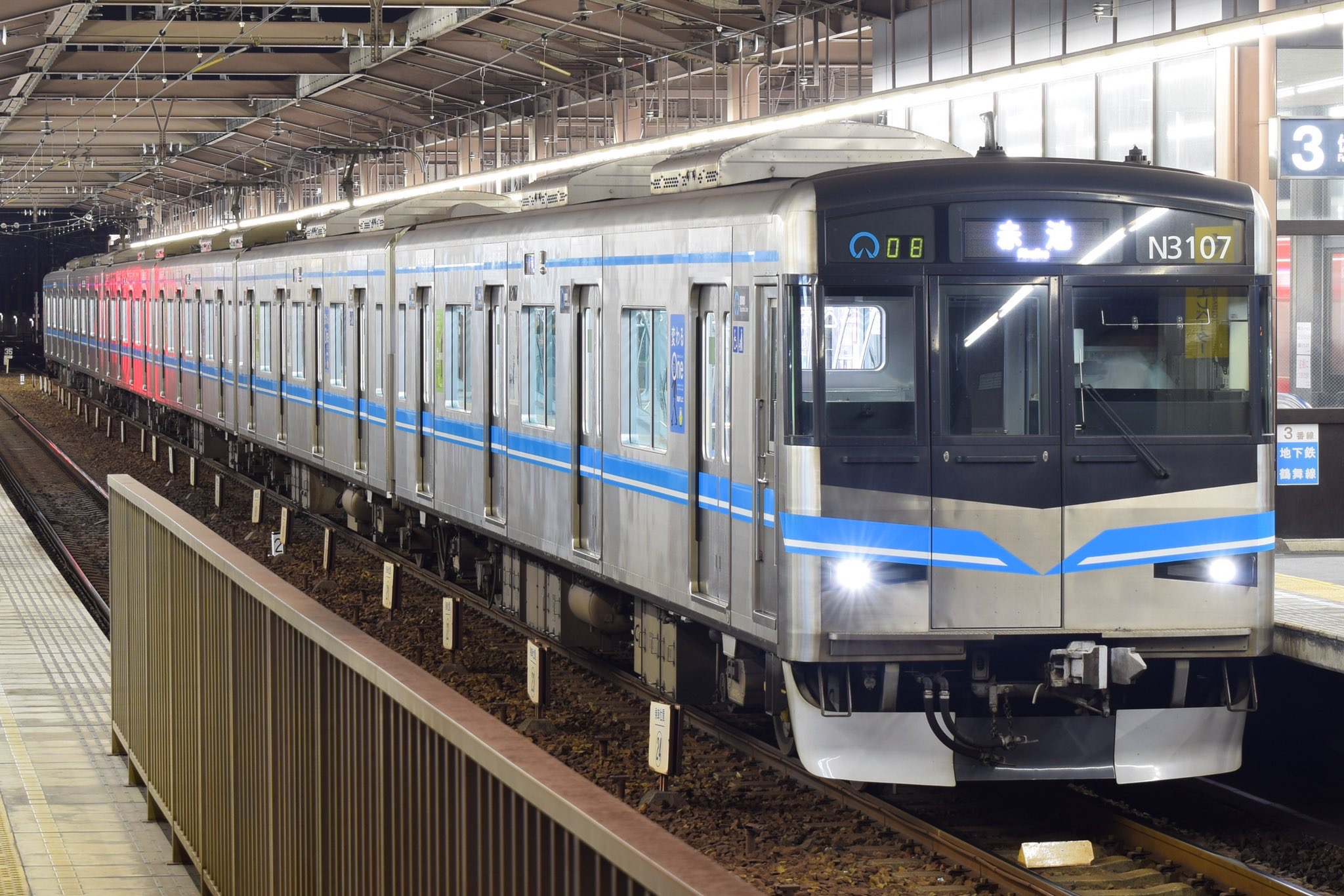
Métro Nagoya.
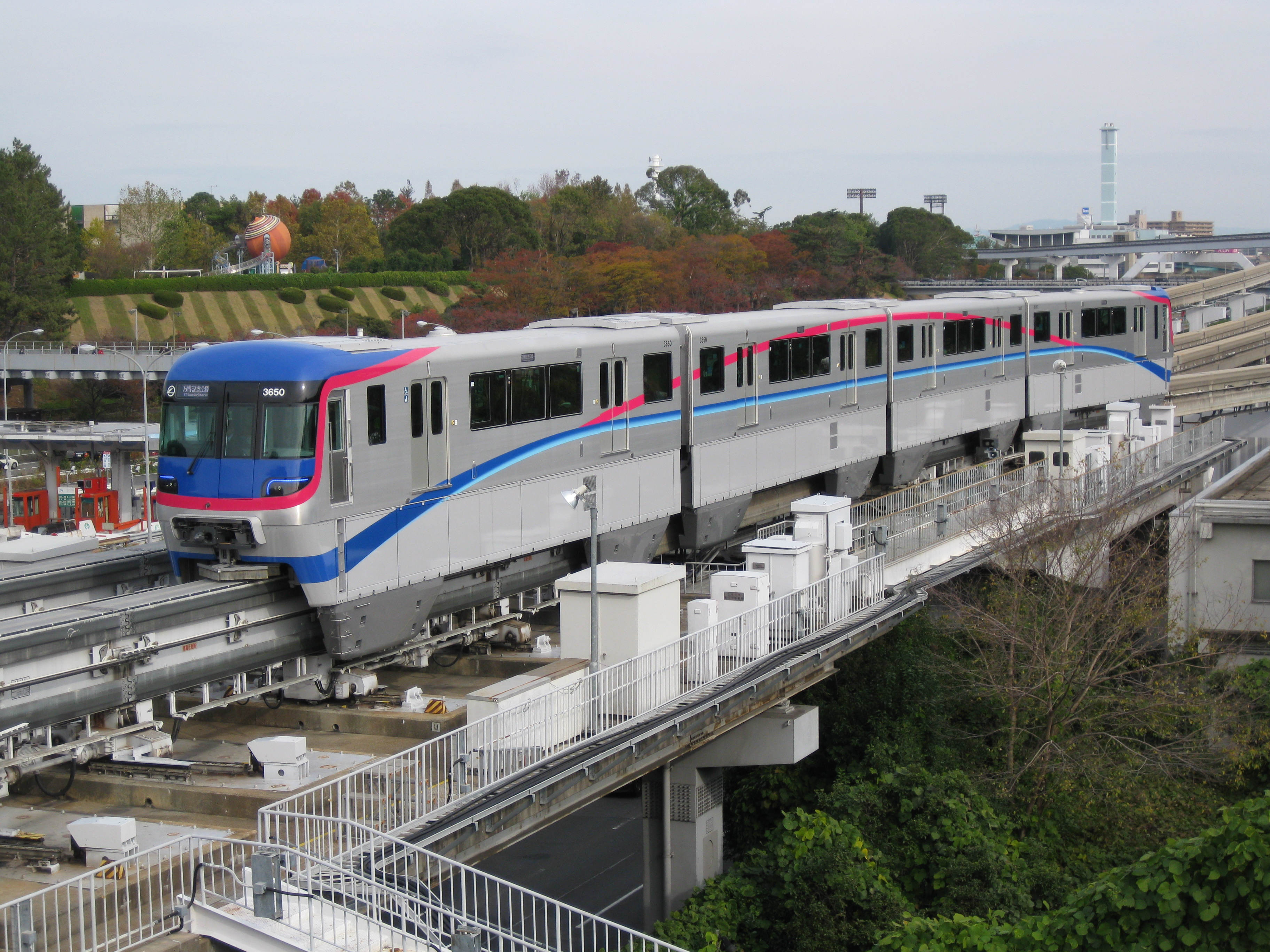
Monorail Osaka.

## Transport routier

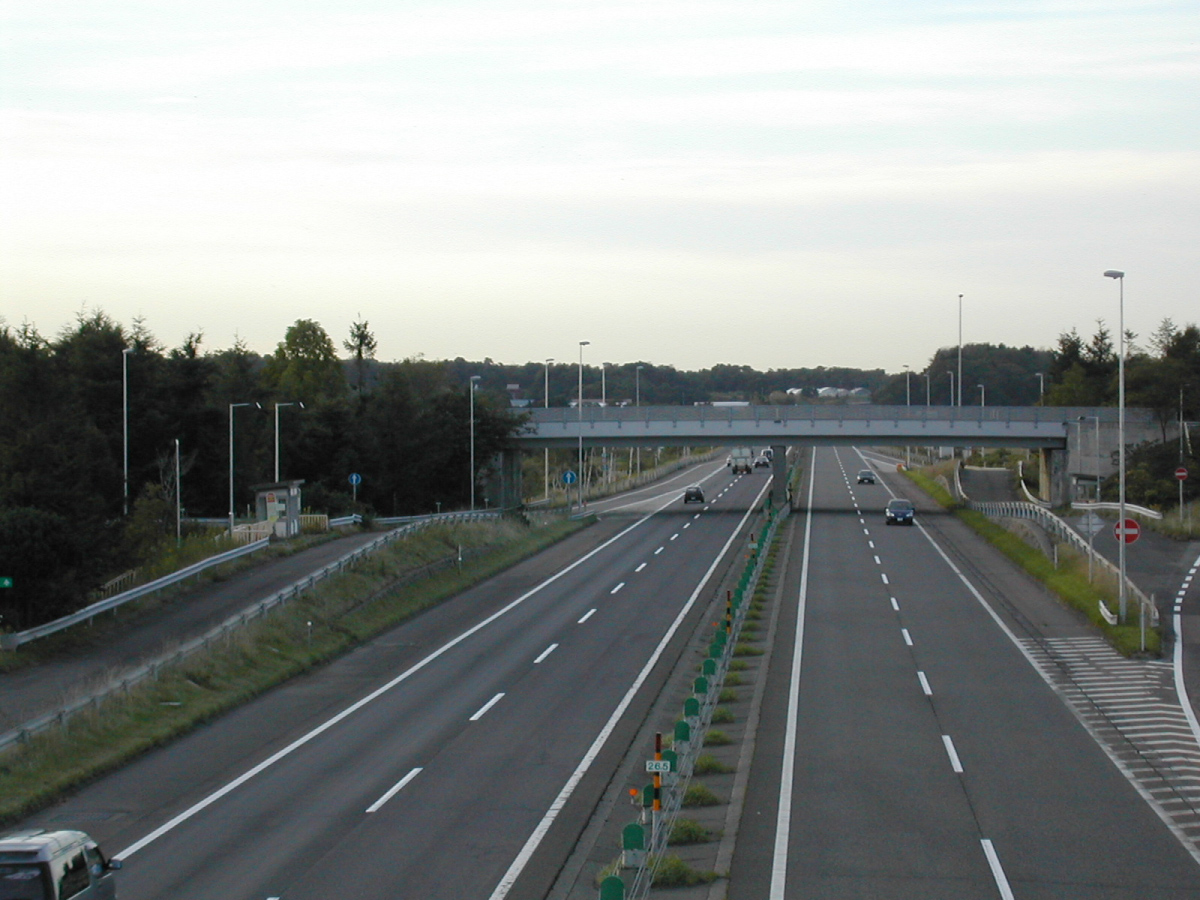
.

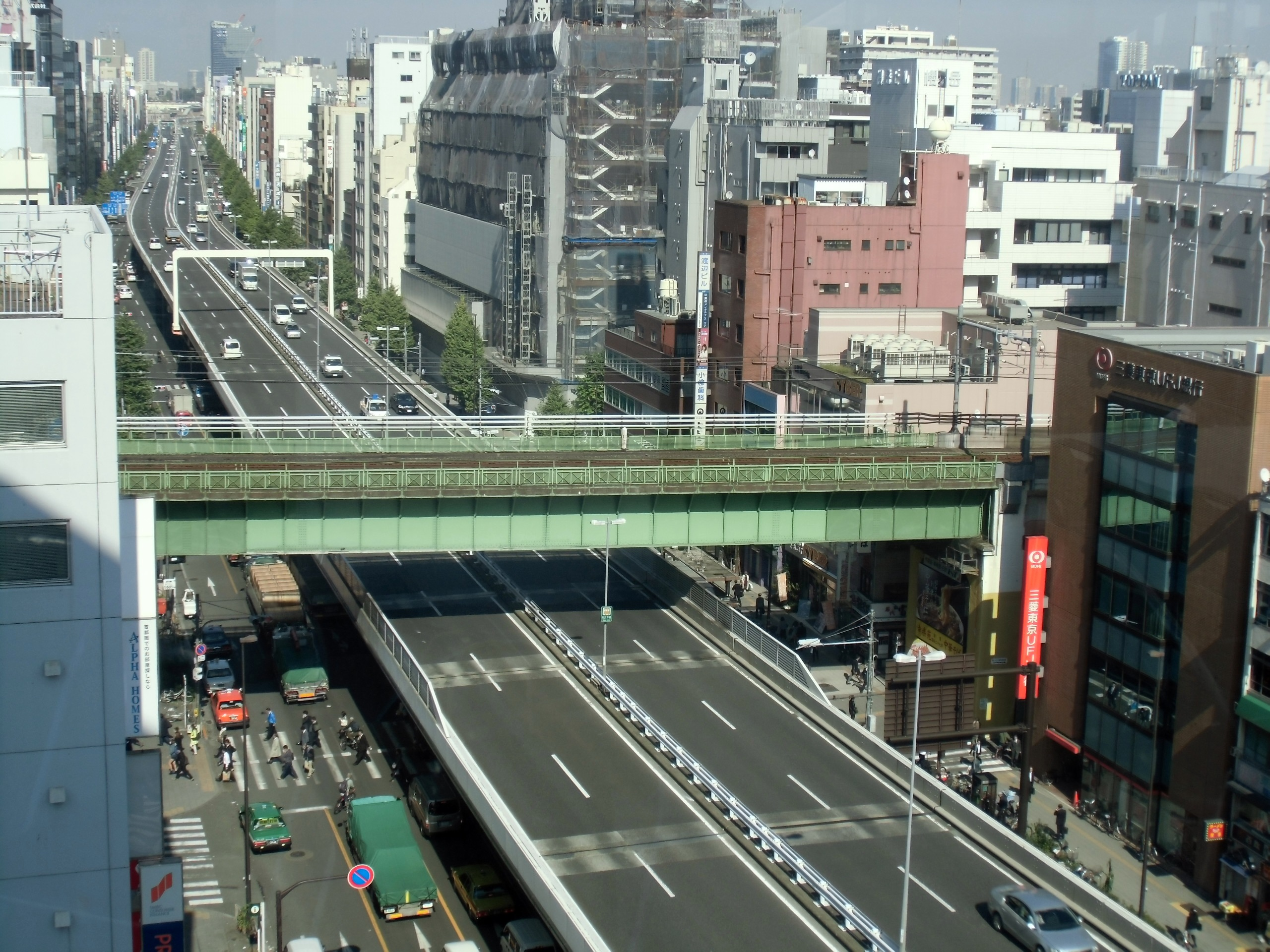
La Route Ueno, du réseau d'autoroutes urbaines Shutoko desservant l'aire urbaine du Grand Tokyo.

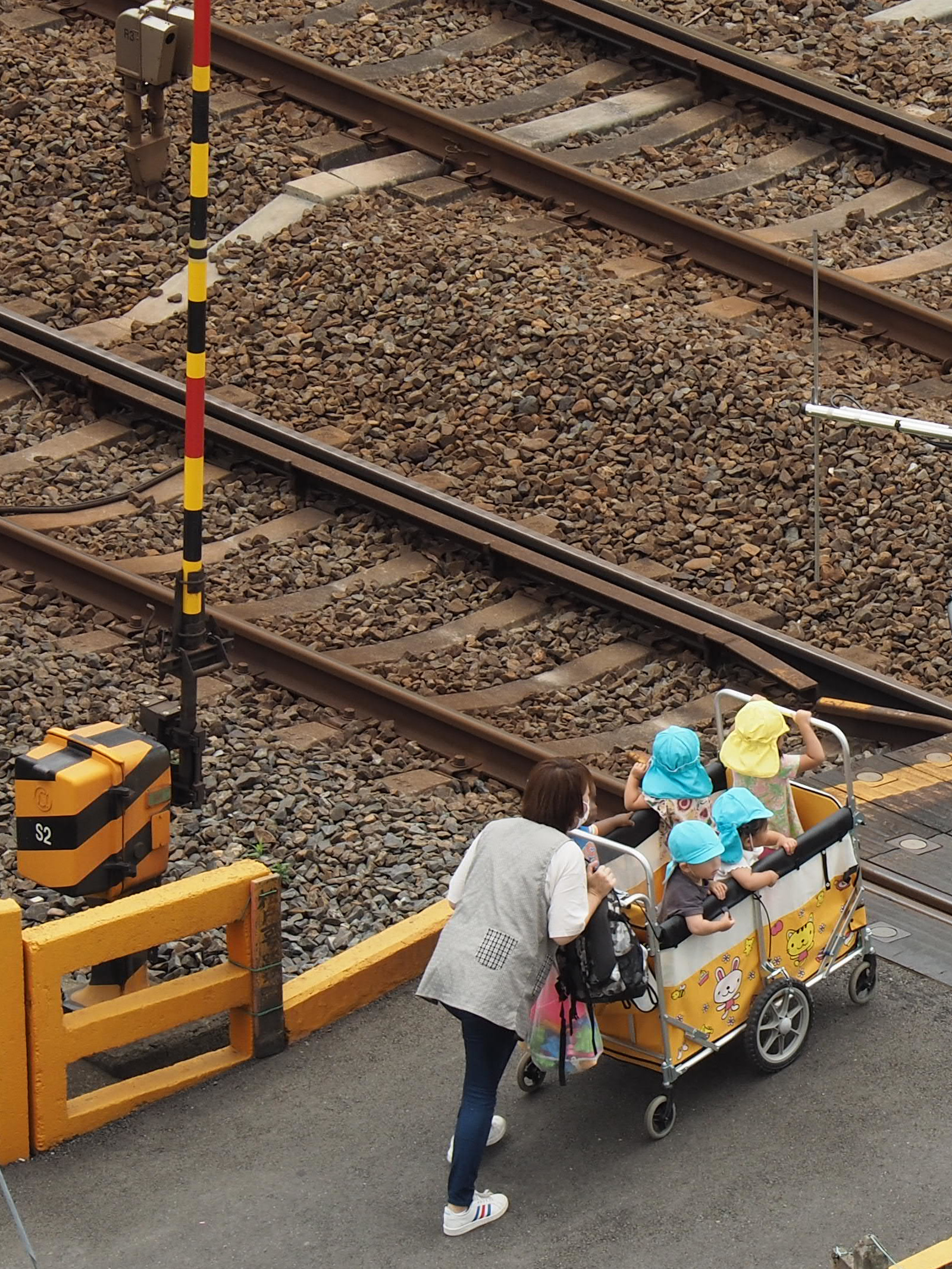
Transport d'enfants franchissant une voie de chemin de fer au Japon. Juillet 2021.

L'infrastructure routière japonaise est bien entretenue et couvre une très grande partie du territoire. L'activité automobile se densifie près des agglomérations, notamment au niveau des autoroutes. Ces autoroutes se divisent en autoroutes classiques et en autoroutes urbaines. Les autoroutes urbaines permettent de séparer le trafic motorisé des piétons et du trafic local sous-jacent.
Le réseau routier total est de 1 166 340 km dont environ 77 % recouverts de bitume.
Le réseau de plus de 5 mètres et demi de large se compose de:
- 8795 kilomètres d'autoroutes
- 51923 kilomètres d'autres routes nationales
- 93346 kilomètres de routes secondaireS/régionales
- 197 499 kilomètres d'aurtes routes[1]

Le sens de circulation est à gauche. Historiquement, cela serait dû au fait que les samouraï (droitiers en majorité) ne devaient pas choquer leur sabre en se déplaçant sur les routes. En se positionnant sur le côté gauche de la route, les sabres se retrouvent sur le côté extérieur de la route.
Au Japon, 62% des déplacements se font en voiture particulière, et 5% en transport public routier contre 33% en train.
D'après des enquêtes réalisées par MyVoice Communications, 18,1 % des ménages japonais n'avaient pas de voiture en 2010, 25,7 % en 2019. En 2019, 24,7 % des ménages possèdent une mini-voiture ou keijidōsha.

### Sécurité routière au Japon
La mortalité routière diminue au Japon, en partie grâce à de nouvelles lois et politiques,
- 2004: 7358 tués sur les routes japonaises,
- 2017: 3694 tués pour 125 million d'habitants[5],
- 2019: 3215 tués, meilleur résultat jamais atteint depuis 1948, avec un taux de 25,4 tués par million d'habitants[6] meilleur que nombre de nations européennes, et proche du taux britannique.
- 2020: 2839 tués, meilleur résultat jamais atteint depuis 1948

A Tokyo, l'insécurité routière tue 13 personnes par million d'habitants.
Pour des raisons techniques, il est temporairement impossible d'afficher le graphique qui aurait dû être présenté ici.

### Standards de véhicules

#### Gabarit des véhicules
Le Japon compte trois types de gabarits de véhicules hors semi-remorques:
- les Small-sized motor vehicle ont une largeur maximale de 1 mètre 70 et une hauteur maximale de 2 mètres;
- les Smaller motor vehicles ont une largeur maximale de 2 mètres et une hauteur maximale de 2.8 mètres;
- les Regular-sized motor vehicle ont une largeur maximale de 2 mètres 50 et une hauteur maximale de 3.8 mètres;

Les gabarit comprennent aussi d'autres facteurs techniques comme la longueur, le rayon, la distance roue et les edges.
Les routes pour les Smaller motor vehicles sont moins larges que les routes pour les Regular-sized motor vehicle.

#### Véhicules autonomes
En 2019, la diète du Japon a modifié le code des transports  japonais (Road Transport Vehicle Act) qui était initialement pensé pour des conducteurs humains pour permettre l’introduction de jidō sōkō sōchi (ou automatic operating device en anglais c'est-à-dire « système de manœuvre automatique »)  et a modifié le code de la route japonais (Road Traffic Act) pour permettre la circulation de véhicules autonomes de niveau 3 sur des autoroutes et 4 sur des aires spécifiques.
En réalité, l'usage de ces technologies est limité à des conditions adaptées type de route, type de géographie, climat, contexte de l'environnement.

### Standards des routes
Au Japon, la géométrie des routes est définie par leur type. Le standard prévoir quatre types de routes, selon qu'elles soient rurales (type impair) ou urbaines (type pair), selon qu'elles soient National expressways ou access-controlled highways (type 1 & 2) ou non (type 3 et 4).
Les voies des autoroutes urbaines peuvent faire entre 3 mètres et trois mètres 50 selon la largeur et le nombre de véhicules qu'elles supportent. La bande latérale des autoroutes urbaines peut être réduite à un mètre et ne pas permettre un arrêt d'urgence.
La largeur des autres voies peut se réduire à 2.75 mètres.
Les trottoirs doivent exister sur les routes urbaines hors autoroutes urbaines ainsi que sur certaines routes rurales, leur standard de largeur est de deux mètres et de 3 mètres 50 pour les trottoirs les plus fréquentés, mais leur largeur varie en fonction de leur fréquentation.
Les vitesses de conception dépendent du type de route:
- Type 1: autoroute interurbaine: 50 à 120 km/h
- Type 2: autoroute intra-urbaine: 40 à 80 km/h
- Type 3: autre route interurbaine: 20 à 80 km/h
- Type 4: autre rue intra-urbaine: 20 à 60 km/h[8].

## Transport maritime
En raison du statut insulaire du pays, la flotte japonaise est l'une des plus importantes de toute la planète. La flotte de pêche est une des plus importantes au monde et réalise presque 15 % des prises totales. Quant à la marine marchande, celle-ci dispose de 3 751 navires pour 183 millions de tonnes de port en lourd — dont 169 millions sous pavillon étranger — (au 1er janvier 2010), se plaçant ainsi au deuxième rang des nations maritimes (derrière la Grèce) et représentant une part importante (15,73 %) du tonnage total mondial. Il est à noter que 71,39 % du tonnage total japonais est immatriculé au Panama (pavillon de complaisance).

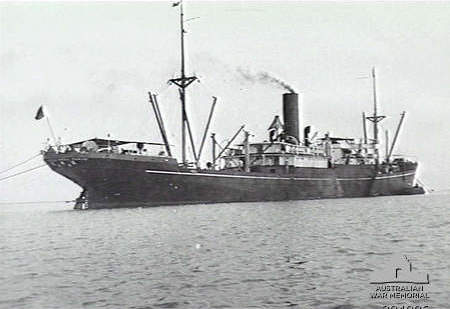
Cargo japonais.
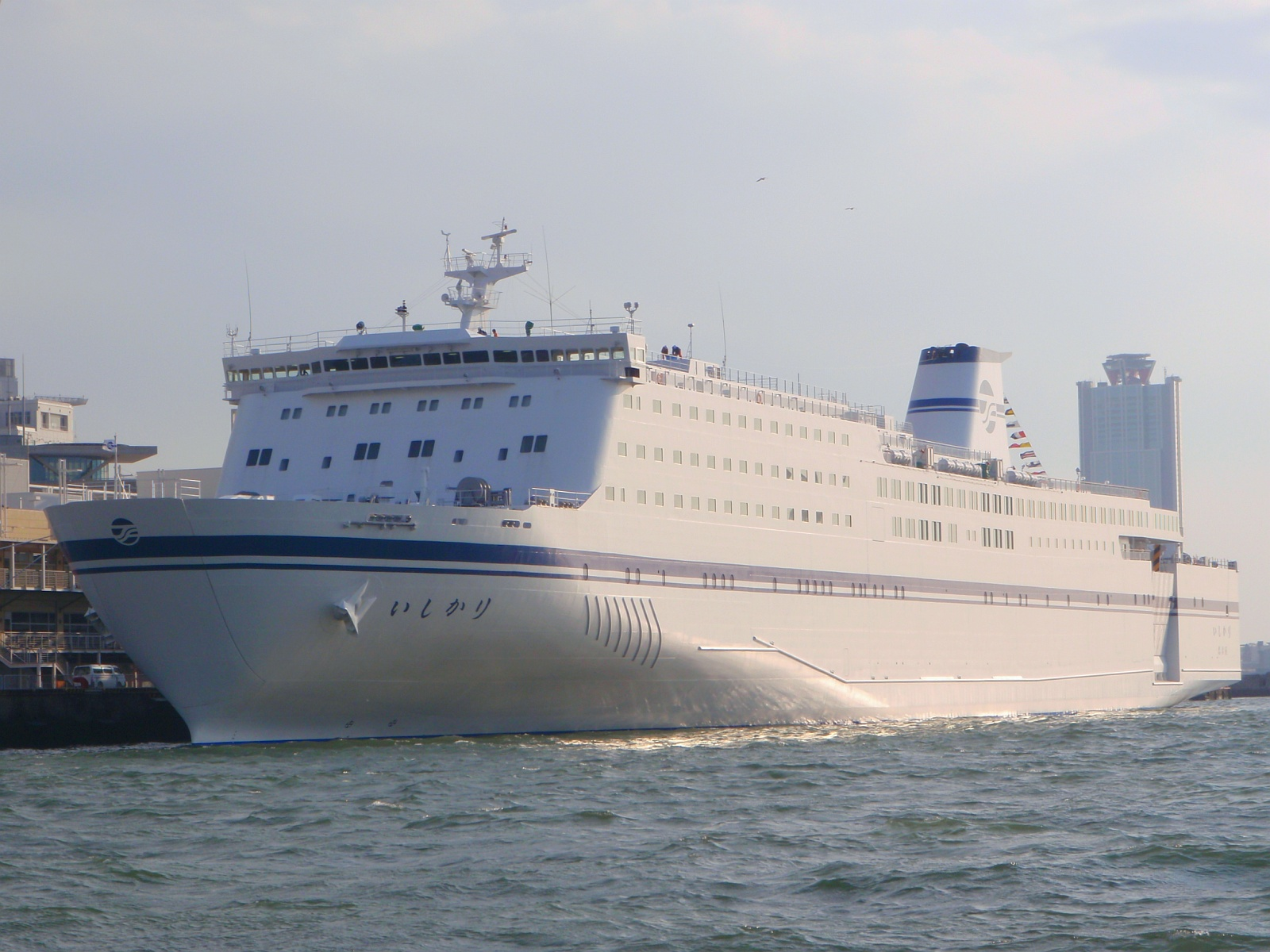
Ferry de la compagnie Taiheiyō Ferry dans le port d'Osaka.
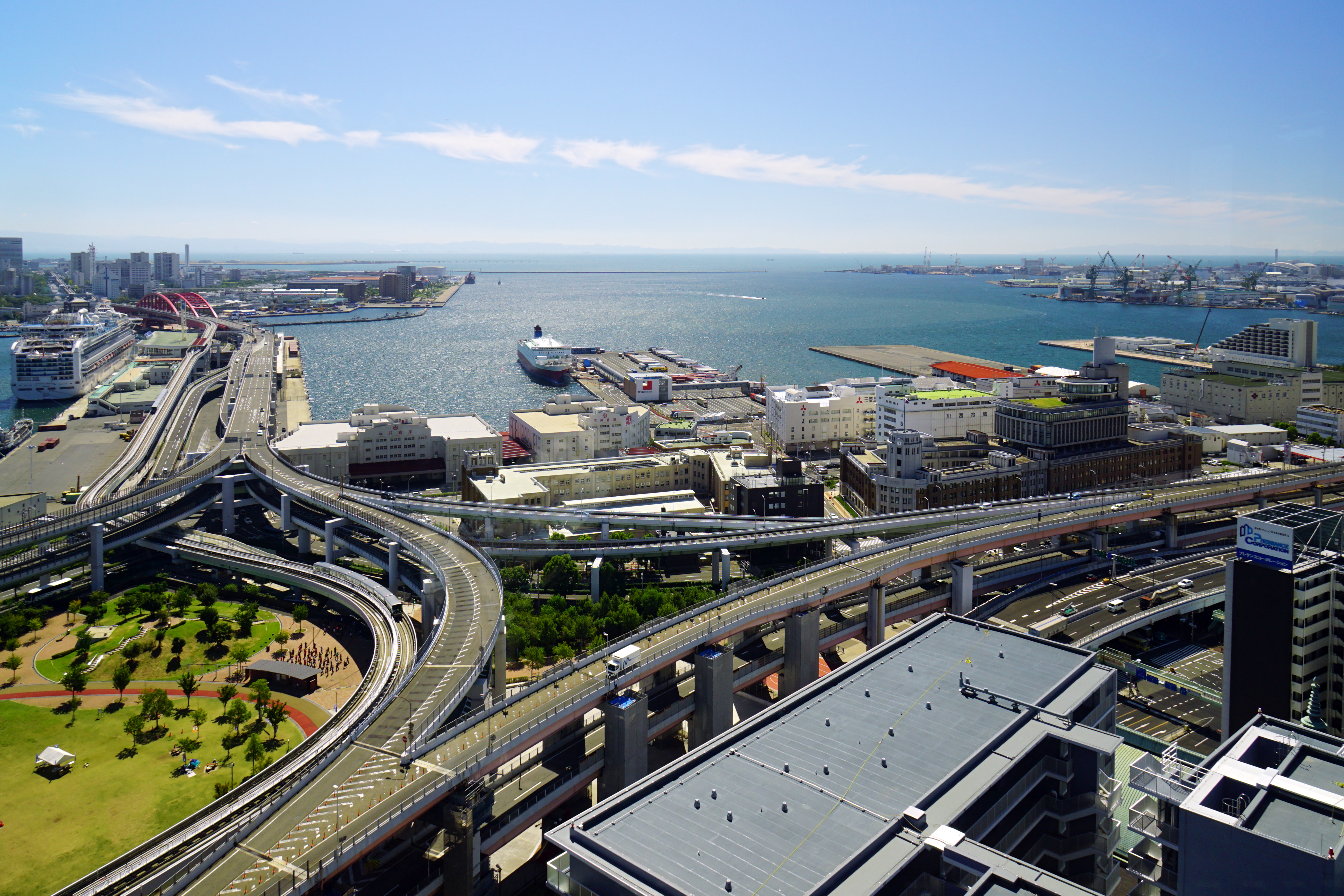
Port de Kobe.

## Transport aérien
Le Japon possède deux compagnies aériennes internationales : la Japan Airlines (JAL) fondée en 1951, et la All Nippon Airways (ANA) fondée en 1952, cette dernière étant devenue ensuite une compagnie internationale. Leurs flottes sont d'importance et assurent une liaison en continu avec de nombreux pays du monde.
Le marché pour les vols intérieurs est ouvert à la concurrence. Outre les compagnies des groupes ANA (Air Nippon (en), Air Nippon Network (en) et ANA Wings) et JAL (Hokkaido Air System, J-Air, Japan Air Commuter, Japan Transocean Air et Ryukyu Air Commuter), sont disponibles airtransse, Amakusa Airlines, Fuji Dream Airlines, Ibex Airlines, New Central Airlines et Oriental Air Bridge. La configuration géographique de l'archipel étant très favorable au chemin de fer, surtout sur les axes principaux desservis par les shinkansen, la bataille entre l'avion et le rail est rude. Néanmoins, le trafic est tel que les deux modes affichent des chiffres de fréquentation enviables. Les vols intérieurs sont intéressants uniquement pour les longues distances. Il existe ainsi un nombre important de compagnies Low Cost proposant des tarifs compétitifs pour la plupart des grandes villes et certains vols à destination de la Corée du Sud : Air Japan et Peach Aviation (en) du groupe ANA, JAL Express, mais aussi AirAsia Japan, Air Do, Jetstar Japan, Skymark Airlines, Skynet Asia Airways et StarFlyer.

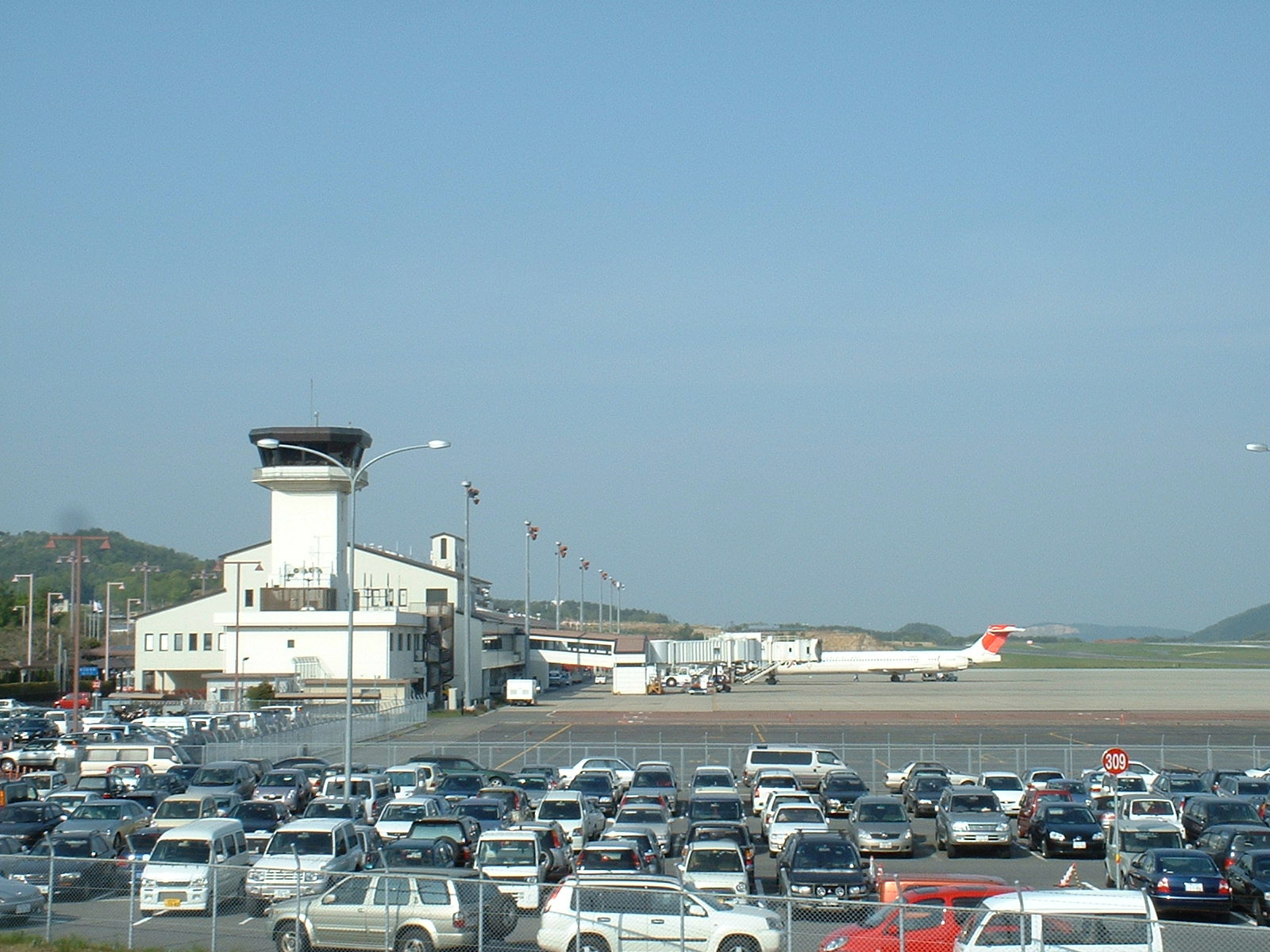
aéroport de Okayama.
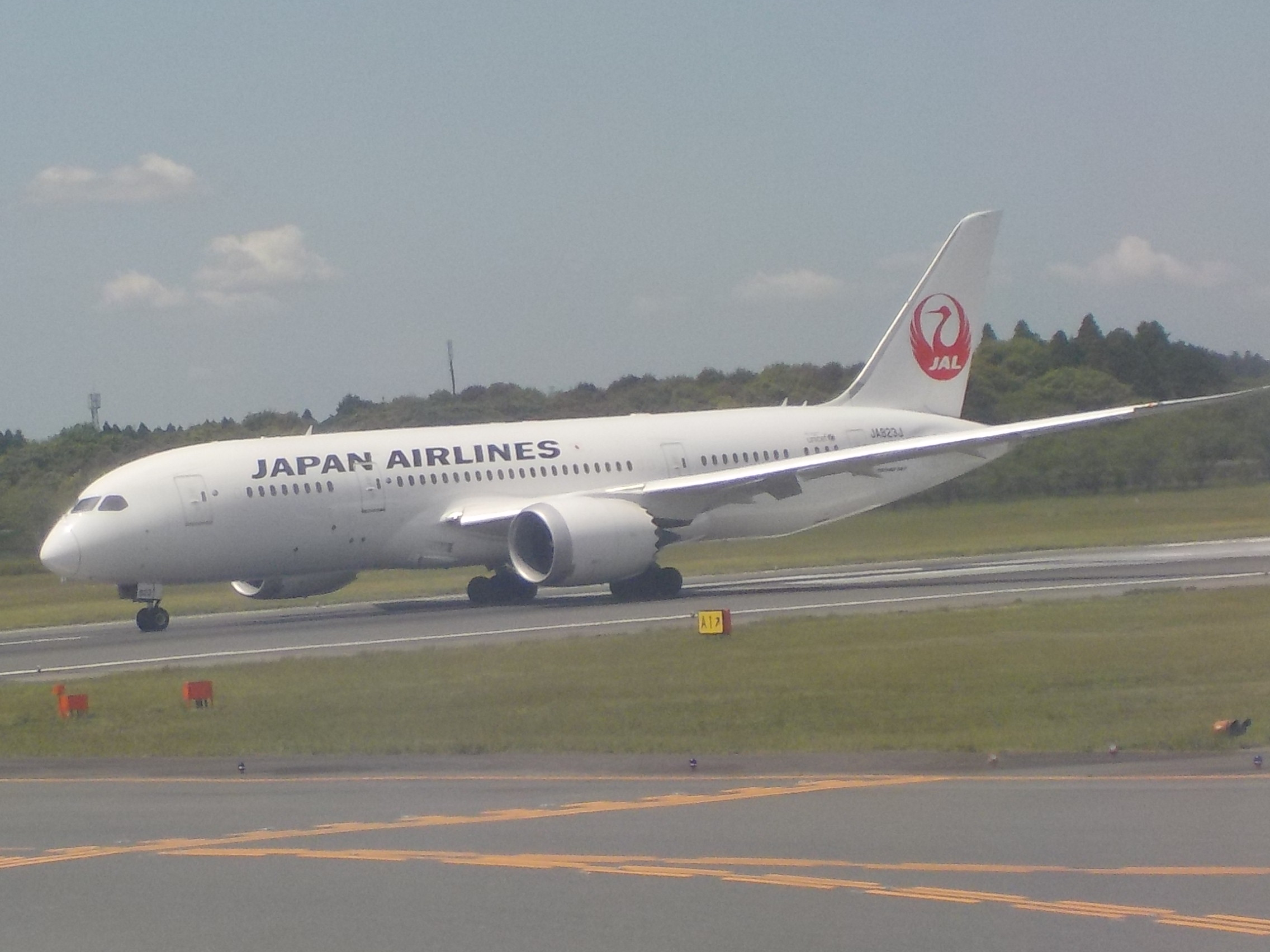
Boeing de Japan Airlines.
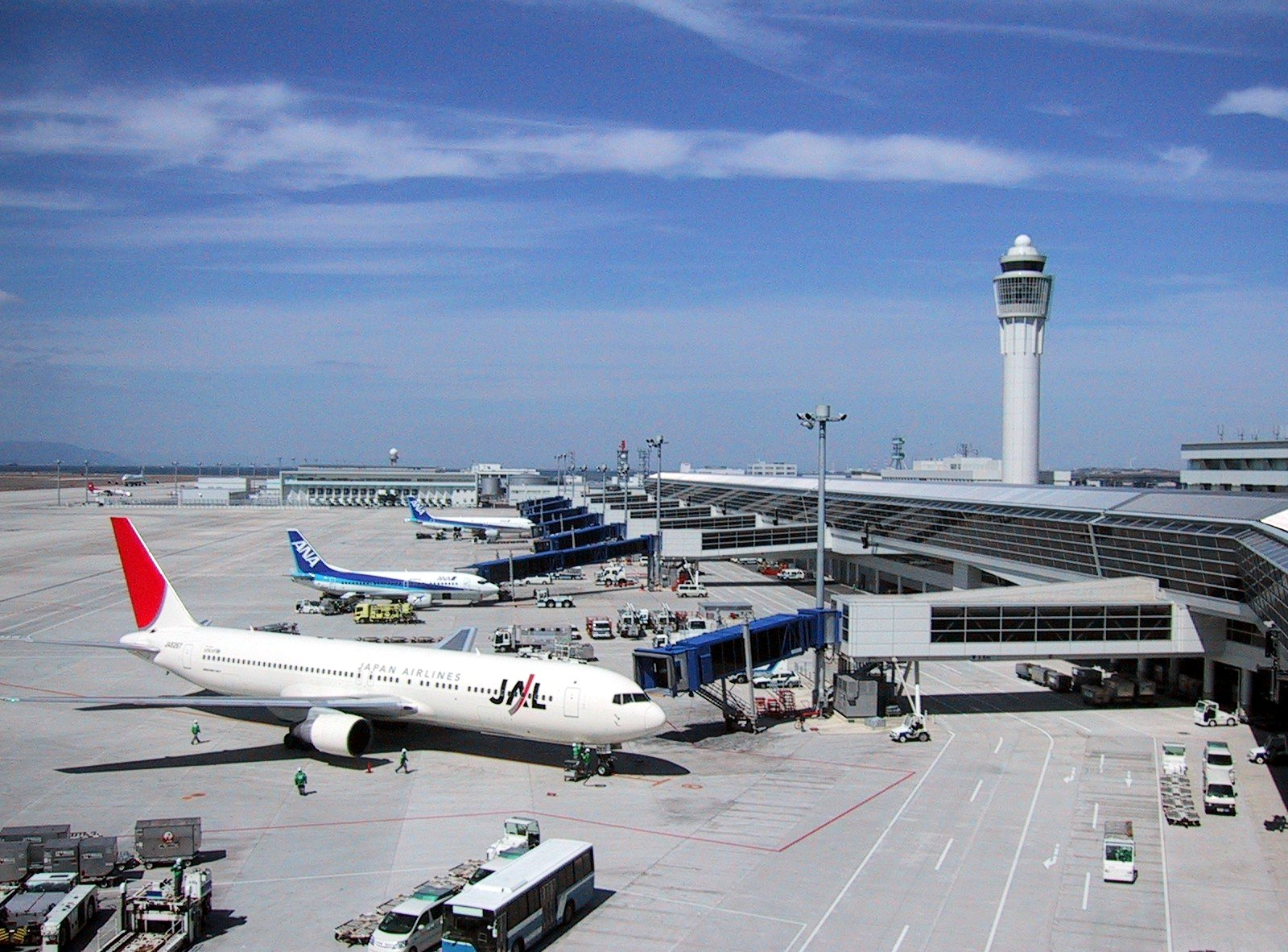
Aéroport de Nagoya.
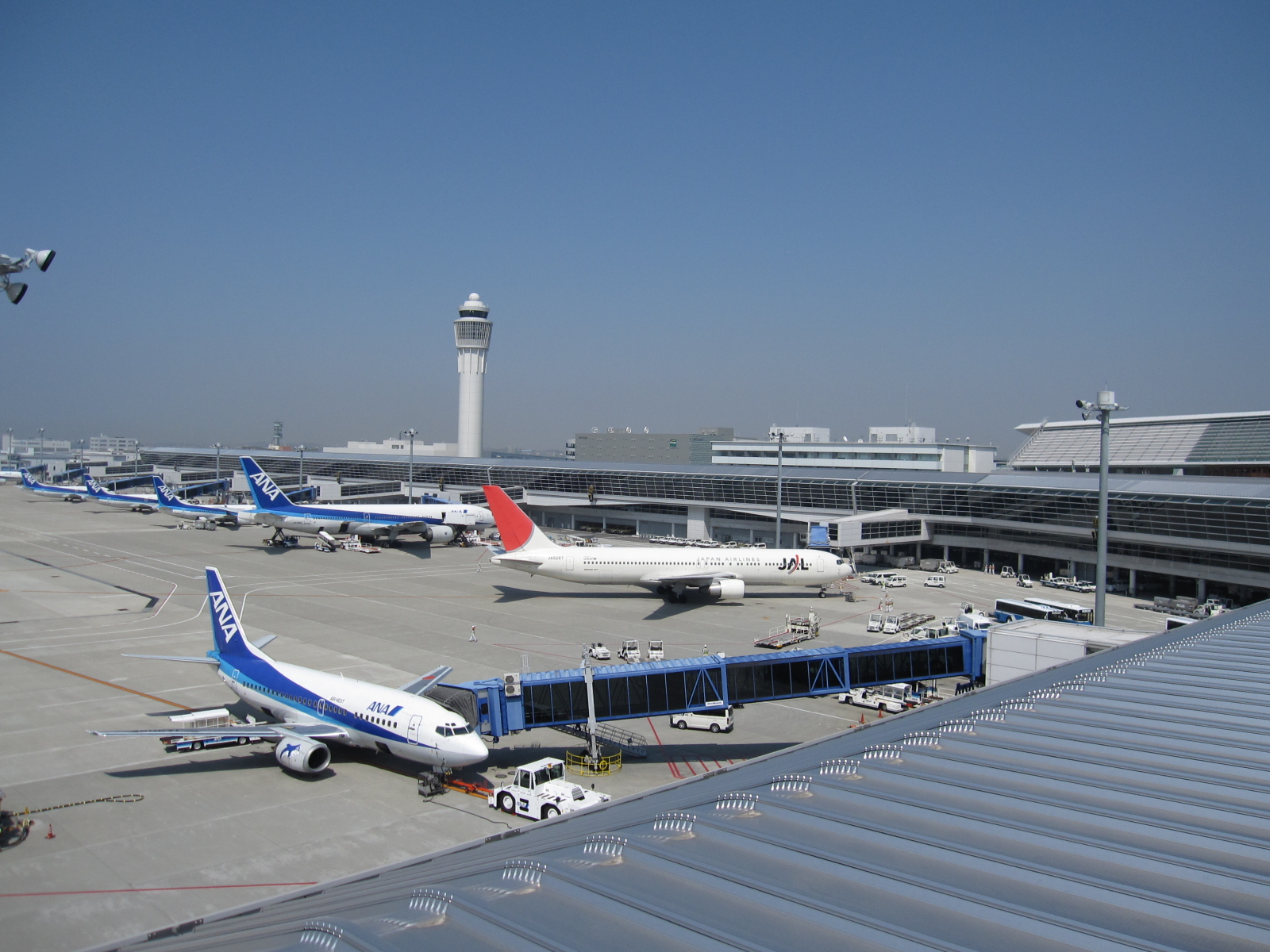
Aéroport de Chubu.

## Canalisations
Le Japon possède 84 km de canalisations destinés au pétrole brut[précision nécessaire], 322 km pour les produits pétroliers et 1 800 km pour le gaz naturel.